# Františkov (Újezd)
Františkov (německy Franzdorf) je osada obce Újezd v okrese Znojmo v Jihomoravském kraji. Původně šlo o hornickou osadu. Rozkládá se především po jihozápadní straně silnice II/400, západně od Újezdu, asi 23 km severozápadně od Znojma. I když spolu zástavba Újezda a Františkova vůbec nesousedí, je na obou koncích osady Františkov značka s nápisem Újezd. V roce 2021 zde žilo 17 obyvatel v osmi domech.
V osadě je registrováno patnáct čísel popisných v rozmezí 78 – 96, přičemž čísla 83, 84, 89 a 93 již neexistují. Až na domy čp. 90 a 96 se všechny domy nacházejí na jihozápad od silnice.

## Historie
Zdejší ložiska magnetitu byla objevena v 50. letech 18. století. Osada byla založena kolem roku 1780 majitelem újezdského léna, který se jmenoval Franz Joseph Bartonides von Tyran. Ložisko bylo v té době velmi produktivní s obsahem železa mezi 50 a 60 %. Po smrti F. J. Bartonidese v roce 1807 připadl Františkov olomouckému arcibiskupství a v následujících letech byl prodán svobodným pánům Daudlebským ze Sternecku.
V roce 1834 zde žilo 131 obyvatel a stálo zde 16 domů. Obyvatelé byli moravské národnosti. V té době byl důl opuštěn a hlavním zdrojem příjmu místních obyvatel se tak stalo zemědělství. Františkov patřil spolu s Újezdem k farnosti Běhařovice. Po zrušení patrimoniální správy se v roce 1849 stal Františkov částí obce Újezd v soudním okrese Moravský Krumlov. Během historie se okres, pod něž Františkov spadal, mnohokrát měnil. V roce 1961 ztratil Františkov status části obce.
| Rok            | 1869 | 1880 | 1890 | 1900 | 1910 | 1921 | 1930 | 1950 | 1961 | 1970 | 1980 | 1991 | 2001 | 2011 | 2021 |
| -------------- | ---- | ---- | ---- | ---- | ---- | ---- | ---- | ---- | ---- | ---- | ---- | ---- | ---- | ---- | ---- |
| Počet obyvatel | 150  | 147  | 128  | 124  | 113  | 103  | 94   | 69   | –    | 36   | 24   | 23   | 20   | 24   | 17   |
| Počet domů     | 21   | 20   | 22   | 22   | 21   | 24   | 21   | 27   | –    | 16   | 13   | 15   | 19   | 18   | 8    |